# Miss Pernambuco 1963
Miss Pernambuco 1963 foi a 9ª edição do tradicional concurso de beleza feminino do Estado. Cerca de sete aspirantes tentaram ser a sucessora de Terezinha Frazão ao título pernambucano. O certame foi realizado no Ginásio Wilson Campos, no bairro de Santo Amaro e teve como vitoriosa a candidata do Clube Náutico Capibaribe, Vera Lúcia Bezerra. O concurso foi apresentado pela atrizez Marly Bueno e Heloísa Helena, acompanhadas do jornalista Albuquerque Pereira.

## Resultados

### Colocações
| Posição         | Clube e Candidata                      |
| Miss Pernambuco | - Clube Náutico - Vera Lúcia Bezerra   |
| 2º. Lugar       | - Atlético de Amadores - Carmen Veloso |
| 3º. Lugar       | - Umuarama Tênis Clube - Lúcia Farias  |

## Jurados
1. Mulher do cônsul da Grã-Bretanha;
2. Silva Gomes, brigadeiro;
3. Luiz Clovis de Azevedo, almirante;
4. Ricardo Cunha Cavalcanti, médico;
5. Antenor Cavalcanti, advogado;
6. Capiba, músico;
7. Rebeca Zaverucha, socialite.

## Candidatas
- América Futebol Clube (Pernambuco) - Eneida Costa
- Ass. R. & Cultural Antártica - Zilmar Alencar
- Atlético Clube de Amadores - Carmen Lúcia Veloso
- Clube Internacional do Recife - Glenda Paiva
- Clube Náutico - Vera Lúcia Bezerra
- Clube Sargento Wolff - Diva Margareth Rodaske
- Umuarama Tênis Clube - Maria Lúcia Farias

## Hoje em Dia
Fluente em Francês, Vera Lúcia ainda vive no Pernambuco. Ela é formada em Economia, com pós-graduação na Fundação Getúlio Vargas. Tem uma filha de 29 anos.